# Laurențiu Roșu
Laurențiu Dumitru Roșu (* 26. Oktober 1975 in Iași) ist ein ehemaliger rumänischer Fußballspieler und derzeitiger -trainer. Er bestritt insgesamt 216 Spiele in der rumänischen Liga 1 und der spanischen Primera División. Von 1994 bis 1998 gewann er mit Steaua Bukarest fünf Mal die rumänische Meisterschaft.

## Spielerkarriere

### Steaua Bukarest
Laurențiu Roșu startete seine Karriere als Profifußballer in seiner rumänischen Heimat bei Rekordmeister Steaua Bukarest. Nicht nur für ihn persönlich, sondern auch für seine Mannschaft liefen die sieben Jahre von 1993 bis 2000, in denen Rosu für die Rumänen spielte, sehr gut. So gelangen fünf Meistertitel, drei Pokalsiege und drei Supercupsiege in den 1990er-Jahren. Nach der Europameisterschaft 2000 wechselte Roșu nach Spanien.

### Spanien
Nach seinem Wechsel in die erste spanische Liga zum Abstiegskandidaten CD Numancia musste er bereits in der ersten Saison den Abstieg mit seiner neuen Mannschaft hinnehmen. Für ihn persönlich lief das Jahr allerdings nicht so schlecht, denn er erzielte immerhin acht Saisontore. Die folgenden drei Jahre blieb Roșu bei der Mannschaft aus Soria, verließ den Klub 2004 jedoch trotz Erstliga-Aufstiegs. Anschließend wechselte Laurențiu Roșu zum Zweitligisten Recreativo Huelva, mit dem er in der Saison 2005/2006 ebenfalls den Aufstieg in die Primera División erreichte.
Im Sommer 2008 wurde sein auslaufender Vertrag vom Verein nicht verlängert und Roșu wechselte zum FC Cádiz in die drittklassige Segunda División B, wo er ein Jahr später seine Karriere beendete.

### International
Laurențiu Roșu war rumänischer Nationalspieler. In 38 Länderspielen gelangen ihm fünf Treffer. Auch nahm er an der EM 2000 teil.

## Trainerkarriere
Zu Beginn der Saison 2010/11 wurde Roșu Co-Trainer von Juan Ramón López Caro beim FC Vaslui, wurde Anfang Oktober 2010 jedoch gemeinsam mit diesem entlassen. Ende Oktober 2012 wurde er Co-Trainer von Cosmin Contra bei Petrolul Ploiești. Diesen Job gab er im Juni 2014 auf, um Assistenztrainer unter Constantin Gâlcă bei Steaua Bukarest zu werden. Zusammen mit Gâlcă verließ er den Klub nach der Meisterschaft 2015 wieder. Im Oktober 2016 wurde er Cheftrainer von UTA Arad in der Liga II.

## Erfolge

### Steaua Bukarest
- Rumänischer Meister (5): 1994, 1995, 1996, 1997, 1998
- Rumänischer Pokal (3): 1996, 1997, 1999
- Rumänischer Supercup (3): 1994, 1995, 1998

### CD Numancia
- 2003/04 – Aufstieg in die Primera División.

### Recreativo Huelva
- 2005/06 – Aufstieg in die Primera División.